# Ceracia armata
Ceracia armata är en tvåvingeart som först beskrevs av Malloch 1930.  Ceracia armata ingår i släktet Ceracia och familjen parasitflugor. Inga underarter finns listade i Catalogue of Life.